# Sarghis Der-Abrahamian
Sarghis Der-Abrahamian (orm. Սարգիս Տեր Աբրահամեան; ur. 13 lutego 1868 w Aleksandropolu, zm. 6 lipca 1952 w Rzymie) – ormiański duchowny katolicki, prowikariusz generalny Rzymu, ordynariusz wiernych obrządku ormiańskiego na Kaukazie i w Rzymie.

## Biografia
W 1909 Stolica Apostolska mianowała go administratorem apostolskim dla wiernych obrządku ormiańskiego na Kaukazie (faktycznie jego misja obejmowała całe Imperium Rosyjskie). Był pierwszym ordynariuszem dla zamieszkujących carskie imperium ormiańskich katolików, dotychczas podlegających łacińskiemu biskupowi tyraspolskiemu. Jego siedzibą był Tyflis. W 1916 wysłał list do papieża Benedykta XV, informując go o ludobójstwie Ormian. Urząd ten pełnił do inwazji Sowietów na republiki zakaukaskie w 1921, po której wyjechał.
13 czerwca 1933 papież Pius XI mianował go prowikariuszem generalnym Rzymu, będącym ordynariuszem wiernych obrządku ormiańskiego w Rzymie oraz biskupem tytularnym cucuzyjskim. 16 lipca 1933 w kościele św. Mikołaja z Tolentino w Rzymie (ormiańskim kościele rektorskim) przyjął sakrę biskupią z rąk patriarchy Cylicji Awedisa Bedrosa XIV Arpiariana. Współkonsekratorami byli przełożony generalny marianów bp Piotr Franciszek Buczys oraz etiopskokatolicki wikariusz apostolski Erytrei Kidanè-Maryam Cassà.
15 stycznia 1938 otrzymał arcybiskupstwo tytularne Chalcedon dei Armeni. Prowikariuszem generalnym Rzymu i ordynariuszem wiernych obrządku ormiańskiego w Rzymie był do śmierci 6 lipca 1952.